# North London
La North London è la parte più a nord di Londra, in Inghilterra.

Subregioni di Londra, 2011

## Divisioni del Tamigi
Per la sua grande espansione fa parte della Grande Londra, situata a nord del Tamigi. Quest'area include la maggior parte dei centri storici, come la City of London, la East End di Londra e la West End di Londra, e buona parte della Metropolitana di Londra.